# Jacobus Bellamy
Pour les articles homonymes, voir Bellamy.
Jacobus Bellamy, né le 12 novembre 1757 à Flessingue et mort le 11 mars 1786 à Utrecht, est un poète hollandais.

## Biographie
Fils d'un banquier suisse, il commence à publier sous le pseudonyme de Zelandus dès 1772.
On doit à Bellamy l’introduction du vers blanc dans la littérature hollandaise. 

## Œuvres
- Chants de ma jeunesse (1772)
- Chants patriotiques  (1784)
- Rosette (1784)